# Kim Soo-yong
Dans ce nom coréen, le nom de famille, Kim, précède le nom personnel.
Pour les articles homonymes, voir Kim.
Kim Soo-yong (en coréen : 김수용), né le 23 septembre 1929 et mort le 3 décembre 2023, est un réalisateur sud-coréen qui a réalisé plus de cent films.

## Biographie
Kim Soo-yong, (parfois orthographié Gim ou Kim Su-yong) est né à Anseong, une ville de Corée du Sud, dans la province du Gyeonggi (N-O), le 23 septembre 1929. Il se forme à l’université nationale de pédagogie de Séoul.
Il est un réalisateur prolifique des années 1960, à une époque où la production cinématographique est plutôt stakhanoviste : les films sortant constamment, sans trop d'égards pour la qualité, dans le but de respecter le quota d'importation de films étrangers, qui est à l'époque de 3 productions locales pour 1 étrangère. Certains réalisateurs parviennent à tourner 6 à 8 films par an, mais Kim Soo-yong alla plus loin encore, en tournant jusque 10 films en 1967. Il est actif comme réalisateur jusqu’en l’an 2000.
Il décède le 3 décembre 2023, à l’âge de 94 ans.

## Filmographie sélective
- 1963 : Hyeolmaek
- 1965 : Gaetmaeul
- 1965 : Jeo haneuledo seulpeumi
- 1967 : Eonu yeobaweooui gobaek
- 1967 : Sanbul
- 1971 : Okhabeul ggaedeuril dae
- 1974 : The Land (en)

## Récompenses
- Grand Bell Awards : 1964, 1966 et 1974
- Blue Dragon Film Awards : 1965, 1967
- Buil Film Awards : 1966, 1968
- Korean Association of Film Critics Awards : 2009 (prix pour contribution au cinéma)